# Châtelus-Malvaleix

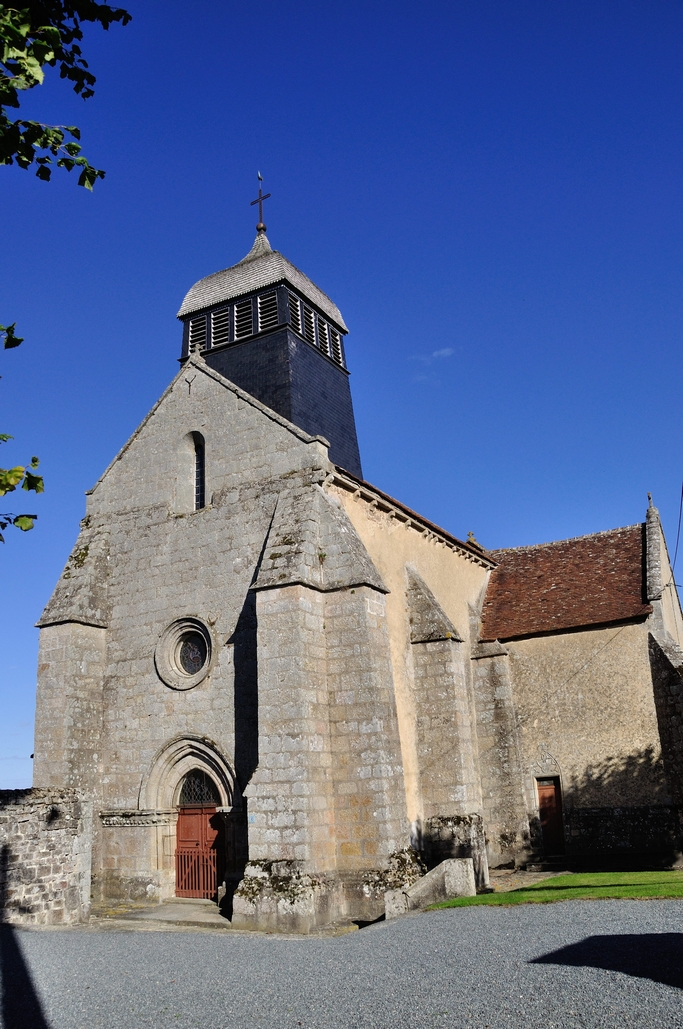
Zabytkowy Kościół św. Piotra (2012)

Châtelus-Malvaleix – miejscowość i gmina we Francji, w regionie Nowa Akwitania, w departamencie Creuse.
Według danych na rok 1990 gminę zamieszkiwało 558 osób, a gęstość zaludnienia wynosiła 37 osób/km² (wśród 747 gmin Limousin Châtelus-Malvaleix plasuje się na 233. miejscu pod względem liczby ludności, natomiast pod względem powierzchni na miejscu 443.).

## Populacja

Populacja Châtelus-Malvaleix w latach 1962–2008